# پیشتازان فضا: وویجر
پیشتازان فضا: وویجر (انگلیسی: Star Trek: Voyager) یک مجموعه تلویزیونی علمی تخیلی ساخته ریک برمن و جری تیلور است که از سال ۱۹۹۵ تا ۲۰۰۱ از شبکه یوپی‌ان پخش شده است.
پیشتازان فضا: وویجر (Star Trek: Voyager) یک مجموعهٔ آمریکایی علمی تخیلی در تلویزیون است که توسط ریک برمن، مایکل پیلر و جری تیلور ساخته شده است. این مجموعه از ۱۶ ژانویهٔ ۱۹۹۵ تا ۲۳ مهٔ ۲۰۰۱ در یوپی‌ان پخش شد و شامل ۱۷۲ قسمت در هفت فصل بود. این پنجمین مجموعه در فرنچایز پیشتازان فضا است و پس از پیشتازان فضا: مجموعه اصلی به‌عنوان چهارمین مجموعه پیاپی شناخته می‌شود. داستان در سدهٔ ۲۴ میلادی جریان دارد، زمانی که زمین بخشی از فدراسیون متحد سیارات است و ماجراهای سفینهٔ اخترناوگان با نام یواس‌اس Voyager را دنبال می‌کند، که پس از گرفتار شدن در ربع دلتا در دوردست‌ترین بخش کهکشان، تلاش می‌کند به ربع آلفا بازگردد.
پارامونت پیکچرز این مجموعه را پس از لغو پیشتازان فضا: نسل بعدی سفارش داد تا در کنار مجموعهٔ جاری پیشتازان فضا: عمق فضای نهم پخش شود. آن‌ها قصد داشتند این مجموعه را برای راه‌اندازی شبکهٔ جدیدشان، یوپی‌ان، به کار گیرند. برمن، پیلر و تیلور مجموعه را به‌گونه‌ای طراحی کردند که به‌لحاظ زمانی با Deep Space Nine هم‌پوشانی داشته باشد و از نظر موضوعی با عناصری که در The Next Generation و Deep Space Nine معرفی شده‌بود، پیوستگی داشته باشد. یکی از این عناصر، رابطهٔ پیچیدهٔ اخترناوگان با مهاجران پیشین فدراسیون، موسوم به ماکی، بود که به‌عنوان یک مضمون محوری ادامه یافت. وویجر نخستین مجموعهٔ پیشتازان فضا بود که در آن، یک فرماندهٔ زن به‌نام کاپیتان کترین جینووی (کیت مولگرو) به‌عنوان شخصیت اصلی حضور داشت. ریک برمن تهیه‌کنندهٔ اجرایی اصلی در مسئولیت کلی تولید بود و در این کار توسط تهیه‌کنندگان اجرایی دیگر شامل پیلر، تیلور، برانون براگا و کنث بیلر یاری داده می‌شد.
با توجه به اینکه داستان در بخش متفاوتی از کهکشان نسبت به مجموعه‌های پیشین پیشتازان فضا می‌گذشت، نویسندگان وویجر توانستند گونه‌های بیگانهٔ تازه‌ای مانند کیزان، ویدین‌ها، هیروجن و گونه ۸۴۷۲ را به‌عنوان شخصیت‌های مکرر معرفی کنند. در فصل‌های بعدی، بورگ — گونه‌ای که برای The Next Generation خلق شده‌بود — به‌عنوان دشمنان اصلی وارد داستان شد. در طول پخش وویجر، نسخه‌های رمان‌گونه از قسمت‌ها و بازی‌های ویدیویی وابسته تولید شدند؛ و پس از پایان آن، رمان‌هایی برای ادامهٔ روایت مجموعه منتشر شدند.

## تولید

### توسعه
با پایان یافتن پیشتازان فضا: نسل بعدی، پارامونت پیکچرز قصد داشت مجموعهٔ دوم دیگری از پیشتازان فضا را در کنار پیشتازان فضا: عمق فضای نهم نگه دارد. همچنین این استودیو در حال برنامه‌ریزی برای راه‌اندازی یک شبکه تلویزیون جدید به‌نام یوپی‌ان بود و می‌خواست مجموعهٔ جدید نقش پشتیبان در موفقیت آن داشته باشد.
کارهای اولیه بر روی Star Trek: Voyager در سال ۱۹۹۳ آغاز شد، زمانی که فصل هفتم و پایانی Star Trek: The Next Generation و فصل دوم Star Trek: Deep Space Nine در حال تولید بودند. عناصر پیش‌زمینهٔ داستانی وویجر از جمله توسعهٔ ماکی‌ها (پیشتازان فضا)، در برخی از قسمت‌های The Next Generation و Deep Space Nine گنجانده شد. فیلم‌برداری وویجر در همان صحنه‌هایی انجام شد که پیش‌تر برای The Next Generation استفاده شده‌بود و قسمت نخست مجموعه، "نگهبان"، در سپتامبر ۱۹۹۴ فیلم‌برداری شد. رابرت بلکمن، طراح لباس، تصمیم گرفت یونیفرم خدمهٔ وویجر مشابه یونیفرم‌های Deep Space Nine باشد.
Star Trek: Voyager نخستین مجموعهٔ پیشتازان فضا بود که برای نماهای خارجی از تصویر تولیدشده توسط کامپیوتر (CGI) به‌جای مدل‌های فیزیکی استفاده کرد. مجموعه‌های بابیلون ۵ و سی‌کوئست دی‌اس‌وی پیش‌تر برای کاهش هزینه‌ها به CGI روی آورده بودند، اما بخش تلویزیونی پیشتازان فضا همچنان از مدل‌های فیزیکی استفاده می‌کرد، چراکه آن‌ها را واقع‌گرایانه‌تر می‌دانست. امبلین انترتینمنت برای گرافیک ابتدایی عنوان‌بندی وویجر که با CGI ساخته شده‌بود، برندهٔ جایزه امی شد، ولی نماهای خارجی هفتگی با استفاده از ماکت‌های دستی از سفینهٔ وویجر، شاتل‌ها و سفینه‌های دیگر ضبط می‌شد. این روند از اواسط فصل سوم (اواخر ۱۹۹۶) تغییر یافت و برای برخی نماها به‌طور کامل از CGI استفاده شد. Foundation Imaging استودیوی مسئول جلوه‌های ویژه در سه فصل نخست Babylon 5 بود. قسمت "The Swarm" در فصل سوم نخستین قسمت وویجر بود که جلوه‌های آن به‌طور کامل توسط این استودیو ساخته شد. مجموعهٔ Star Trek: Deep Space Nine در فصل ششم شروع به همکاری با Foundation Imaging و Digital Muse کرد. در فصل‌های پایانی، وویجر نیز از جلوه‌های تصویری Foundation Imaging و Digital Muse بهره گرفت. این جلوه‌های دیجیتال با وضوح استاندارد تلویزیونی تولید شده‌بودند و برخی گمانه‌زنی کرده‌اند که نمی‌توان مجموعه را بدون بازسازی جلوه‌ها با کیفیت اچ‌دی بازنشر کرد. با این حال، مجموعهٔ Enterprise در قالب HD منتشر شده است، ولی جلوه‌های ویژهٔ آن با کیفیت ۴۸۰p رندر و سپس ارتقاء یافته‌اند.

### بازیگران

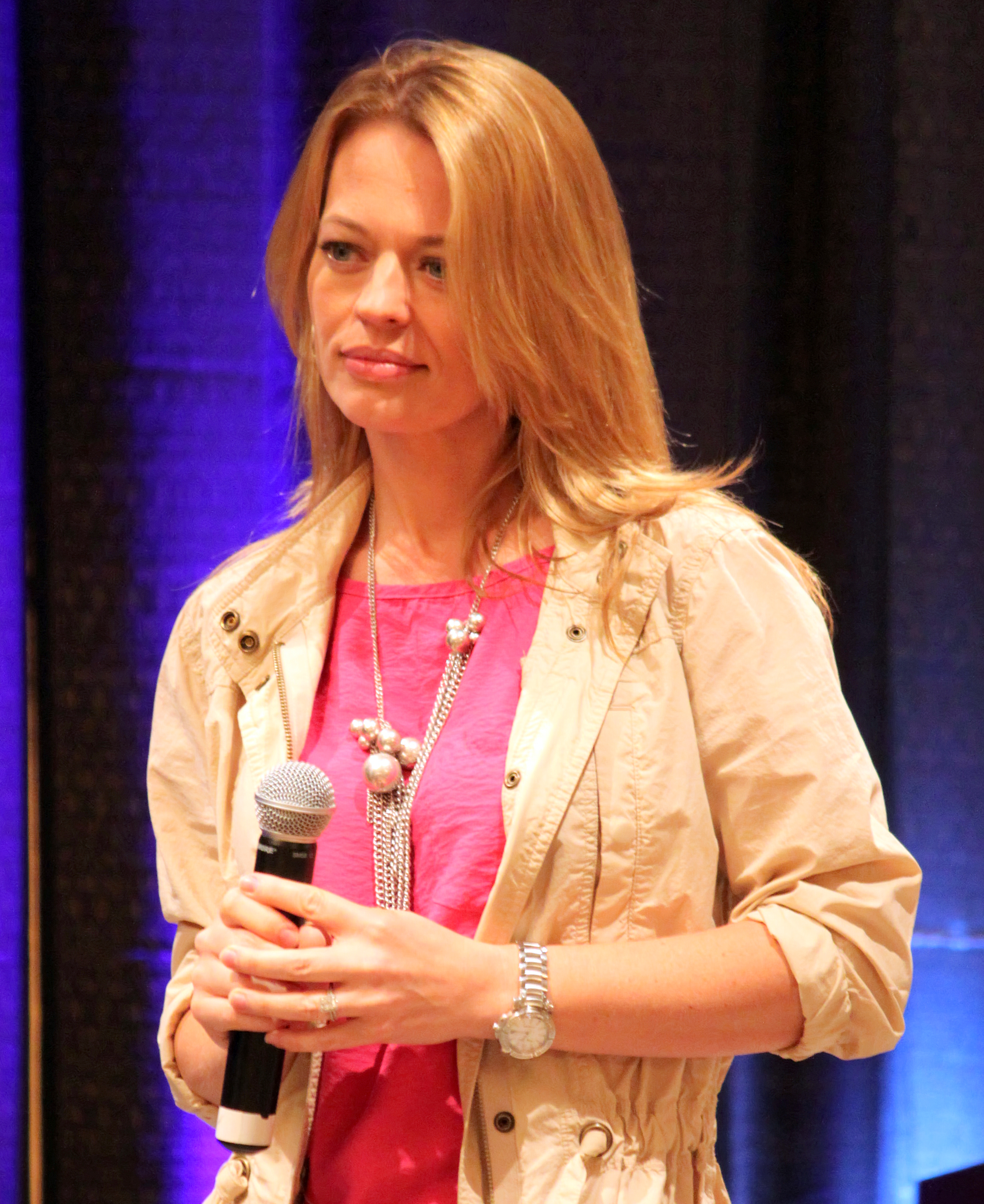
جری راین در گردهمایی پیشتازان فضا برگزارشده توسط Creation در سال ۲۰۱۰؛ او از فصل چهارم به مجموعه پیوست و نقش شخصیت Seven of Nine، عضوی پیشین از بورگ را ایفا کرد.

در پیش‌نویس‌های اولیه، قرار بود نام کاپیتان جینووی، الیزابت جینووی باشد و بازیگر نقش او ژنویو بوژو انتخاب شده‌بود. بوژو پیش‌تر در فیلم‌ها ایفای نقش کرده‌بود اما تجربهٔ حضور در مجموعه‌های بلند تلویزیونی را نداشت. او به‌دلیل احساس ناراحتی از روند دشوار تولید، پس از تنها دو روز فیلم‌برداری قسمت آزمایشی، پروژه را ترک کرد. برای جلوگیری از توقف روند تولید و پایبندی به جدول زمانی، نقش به کیت مولگرو واگذار شد، که پیش‌تر نیز از گزینه‌های مطرح در مرحلهٔ انتخاب بازیگر بود. مولگرو پیشنهاد کرد که نام شخصیت به کترین جینووی تغییر یابد. مولگرو، که تجربهٔ بیشتری در مجموعه‌های تلویزیونی اپیزودیک داشت، خیلی زود به یکی از محبوب‌ترین شخصیت‌ها نزد هواداران تبدیل شد.
رابرت بلتران هیچ‌گونه آشنایی‌ای با فرنچایز پیشتازان فضا یا اهمیت نقشی که برای آن تست بازیگری می‌داد، نداشت. او تنها فیلمنامهٔ قسمت "نگهبان" را از نماینده‌اش گرفت، از داستان و شخصیت خوشش آمد و با موفقیت در تست شرکت کرد. او به‌دلیل آشنایی با صنعت تلویزیون می‌دانست که یک قسمت آزمایشی ممکن است به ساخت یک مجموعهٔ کامل منجر شود.
رابرت دانکن مک‌نیل پیش‌تر نقش نیکلاس لوکارنو را در قسمت "The First Duty" از The Next Generation بازی کرده‌بود. در ابتدا قرار بود همین شخصیت در وویجر بازگردد، اما در نهایت شخصیت جدیدی با نام تام پاریس جایگزین شد. در یادداشت‌های انتخاب بازیگر ذکر شده‌بود که تهیه‌کنندگان به‌دنبال «شخصیتی شبیه رابرت دانکن مک‌نیل» هستند، که این موضوع توسط نمایندهٔ مک‌نیل دیده شد. او نیز مشتاق بازی در نقش جدید بود. وی توضیح داده است: «تماسی از طرف نماینده‌ام داشتم. گفت: 'یادت میاد چند سال پیش توی یه قسمت از پیشتازان فضا بازی کردی؟' ادامه داد: 'دارن یه سریال جدید می‌سازن به اسم وویجر و توی آگهی انتخاب بازیگرش نوشتن دنبال یه نفر شبیه رابرت دانکن مک‌نیل هستن؛ یعنی اسمت رو نوشتن. یه چیزی شبیه اون شخصیت توی TNG. و من گفتم، من اینجام! خودمم!' و اون گفت، 'فکر می‌کنم باید بری تست بدی، می‌تونی این نقش رو بگیری.'"
رابرت پیکاردو ابتدا برای نقش نیلکس تست بازیگری داد، اما دوستش اتان فیلیپس این نقش را دریافت کرد. فیلیپس پیش‌تر در چندین نقش فرعی در تولیدات دیگر پیشتازان فضا بازی کرده‌بود. پیکاردو در این باره گفته است: «در همان لحظه، خودم را از شش هزار ساعت نشستن روی صندلی گریم نجات دادم». با این حال، پس از ناکامی در آن نقش، به او پیشنهاد شد برای نقش دکتر تست بدهد که موفق شد آن را به دست آورد. او در ابتدا مطمئن نبود چگونه با نقش کنار بیاید، چون در قسمت آزمایشی حضور محدودی داشت و نگران بود که با برنت اسپاینر مقایسه شود. اسپاینر نقش دیتا، یکی از شخصیت‌های محبوب غیرانسانی در The Next Generation را ایفا کرده‌بود. پیکاردو گفته: «می‌ترسیدم که دائماً و به شکلی ناخوشایند با او مقایسه شوم چون او خیلی دوست‌داشتنی و کودک‌صفت بود ولی من یه جورایی… بدعنق و بداخلاق بودم. و اصلاً شخصیت دلنشینی نبودم». او با بداهه‌گویی در قسمت آزمایشی موفق شد نقش را به‌دست‌آورد. وقتی در درمانگاه تنها ماند و تمام دیالوگ‌هایش تمام شده‌بود، اضافه کرد: «به‌نظر می‌رسد کسی فراموش کرده برنامهٔ من را خاتمه دهد». سپس جملهٔ «من پزشکم، نه چراغ خواب» را گفت، که تقلیدی بود از جملهٔ معروف Leonard McCoy (دی‌فارست کلی)، پزشک در پیشتازان فضا: مجموعه اصلی. حاضران خندیدند و چند ساعت بعد، پیکاردو برای نقش انتخاب شد.
در میانهٔ پخش مجموعه، شخصیت اصلی جدیدی به‌نام سون آو ناین با بازی جری راین افزوده شد. تا آن زمان در فرنچایز پیشتازان فضا، این اتفاق فقط در Deep Space 9 و با افزودن شخصیت پیشین وورف رخ داده‌بود و نه با شخصیت جدید. ریک برمن توضیح داده است: «فکر می‌کنم پس از سه فصل اول، این احساس وجود داشت که لازم است کمی زرق و برق به سریال اضافه شود. همه توافق داشتیم که باید چیزی تازه برای فصل چهارم بیاوریم». برمن به شخصیت دیتا علاقه داشت، ماشینی که می‌خواست انسان شود، اما این بار فرمول را وارونه کرد: انسانی که به ماشین تبدیل شده و حالا باید با انسانیت روبه‌رو شود. برای این منظور از بورگ‌ها استفاده شد، که از دشمنان محبوب در The Next Generation بودند. راین هم از ایدهٔ شخصیت و نیز نگاه خوش‌بینانهٔ مجموعهٔ پیشتازان فضا به آینده خوشش آمد، که نسبت به سریال‌های تاریکی که آن زمان برایشان تست می‌داد، برایش مطلوب‌تر بود، و با مشکلی خاص توانست نقش را بگیرد.

## فصل‌ها
| فصل | قسمت‌ها | قسمت‌ها | تاریخ اصلی روی آنتن رفتن | تاریخ اصلی روی آنتن رفتن |
| فصل | قسمت‌ها | قسمت‌ها | اولین بار                | آخرین بار                |
| --- | ------ | ------ | ------------------------ | ------------------------ |
| ۱   | ۱۶     | ۱۶     | ۱۶ ژانویه ۱۹۹۵           | ۲۲ مه ۱۹۹۵               |
| ۲   | ۲۶     | ۲۶     | ۲۸ اوت ۱۹۹۵              | ۲۰ مه ۱۹۹۶               |
| ۳   | ۲۶     | ۲۶     | ۴ سپتامبر ۱۹۹۶           | ۲۱ مه ۱۹۹۷               |
| ۴   | ۲۶     | ۲۶     | ۳ سپتامبر ۱۹۹۷           | ۲۰ مه ۱۹۹۸               |
| ۵   | ۲۶     | ۲۶     | ۱۴ اکتبر ۱۹۹۸            | ۲۶ مه ۱۹۹۹               |
| ۶   | ۲۶     | ۲۶     | ۲۲ سپتامبر ۱۹۹۹          | ۲۴ مه ۲۰۰۰               |
| ۷   | ۲۶     | ۲۶     | ۴ اکتبر ۲۰۰۰             | ۲۳ مه ۲۰۰۱               |